# اوكربلاد
ج. د. أوكربلاد Johan David Åkerblad (1763 - 1819 م) هو دبلوماسي و مستشرق سويدي.
تتلمذ على دي ساسي. عمل في سفارة بلاده في الاستانة وباريس وغيرها، وتوفي في رومة. كان أول من أدرك معنى الهيروغليفية.